# Exposition ibéro-américaine de 1929
L'Exposition ibéro-américaine de 1929 se tient à Séville (Espagne) du 9 mai 1929 au 21 juin 1930. Elle est un des événements les plus importants du XXe siècle pour la capitale andalouse. L'inauguration, prévue à l'origine pour le 1er avril 1911, est plusieurs fois repoussée pour des raisons politico-économiques, notamment à cause de la dictature de Miguel Primo de Rivera et de la Première Guerre mondiale.
Séville est un des deux sites de l'Exposition générale espagnole de 1929. En parallèle, Barcelone propose une Exposition internationale.

## Raison de l'exposition
En 1898, la guerre hispano-américaine fait perdre à l'Espagne ses colonies, notamment Cuba et Porto Rico. L'exposition doit permettre au pays de renouer avec le Nouveau Monde, d'améliorer les relations avec les différents pays latino-américains et de réunir la majorité de ces nations, mettant en scène la mémoire du passé impérial espagnol et rendant ainsi hommage à la raza hispánica, la race hispanique,. De plus, elle ouvrirait la ville à de nouveaux courants et lui permettrait de développer son urbanisme, son économie et son tourisme, d'améliorer son image et de créer des postes de travail.

## Choix de Séville
L'Andalousie représente le berceau de l'histoire de la colonisation de l'Amérique par l'Espagne, autant géographique que politique, économique ou religieux. Séville a abrité le Conseil des Indes, qui déterminait l’orientation de toute la politique coloniale, et était le siège de la Casa de Contratación. La ville abrite de plus les Archives générales des Indes qui centralisent les documents relatifs aux colonies espagnoles. Séville est en outre promue capitale historique de l’Amérique par Miguel Primo de Rivera ; plusieurs hommages américanistes et des manifestations patriotiques y sont organisées, comme les cérémonies commémoratives de la Fiesta de la Raza (fête de la Race), organisées chaque année à partir de l’officialisation du 12 octobre comme fête nationale, en 1918.

## Projet
Le projet d'organiser en Espagne une grande exposition internationale prend forme après la guerre hispano-américaine. La gestation du projet est lente et difficile mais se précise en 1910, quand le gouvernement de José Canalejas retient la candidature de Séville aux dépens de Bilbao et de Madrid. L’ouverture est plusieurs fois reportée : le déclenchement de la Première Guerre mondiale en 1914, les importants problèmes de financement que rencontre la municipalité, les démissions en série au sein du comité organisateur et les crises politiques entre notables locaux et pouvoir central ralentissent le projet. Miguel Primo de Rivera nomme en décembre 1925 José Cruz Conde, alors gouverneur civil de Séville, Commissaire royal de l’exposition. L'organisation échappe donc à la municipalité, ce qui occasionne des tensions. Cette nomination permet malgré tout d’achever les préparatifs et d’inaugurer l’exposition de Séville le 9 mai 1929.
L'exposition sévillane est un des deux volets de l'Exposition générale espagnole de 1929, l'autre étant organisé à Barcelone. Alors que Séville se focalise sur l’art, la culture et l’héritage historique, Barcelone fait état des progrès matériels et se concentre sur le commerce, l’industrie et les techniques.
Le plan de l'exposition est mis au concours en 1911. La compétition est remportée la même année par l'architecte Aníbal González. Le tracé initialement proposé par González connaît plusieurs modifications, en 1913, 1924, 1925 et 1928. Finalement, même si de nombreux édifices construits à cette occasion sont provisoires et disparaissent à la fin de la manifestation, nombreux sont les bâtiments, monuments, places et jardins encore visibles au XXIe siècle : Hôtel Alfonso XIII, pavillons des pays invités, Prado de San Sebastián, place d'Espagne, jardins de San Telmo, paseo de las Delicias, statue du Cid, place d'Amérique, etc. Les modifications urbanistiques qui sont apportées à la ville à l'occasion de l'exposition sont les plus importantes qu'elle ait connues au XXe siècle avant celles de l'Exposition universelle de 1992. Même si l’exposition doit permettre d'édifier une « Nouvelle Séville » et contribuer à en moderniser les infrastructures, le style des pavillons et les monuments construits à cette occasion montre une forme de nostalgie pour les splendeurs du passé impérial,.

## Places, pavillons et autres édifices

Plan du site de l'exposition.

Le site de l'exposition est centré sur le Parc de María Luisa, offert à la ville en 1893 par l'infante María Luisa. Il est totalement réaménagé pour l'occasion par l'ingénieur français Jean Claude Nicolas Forestier,.
L'architecte Aníbal González, directeur des travaux, s'occupe en grande partie de l'aménagement des 1 343 200 m2 occupés par l'exposition. Il réalise notamment les pavillons situés la nouvelle avenue de la Palmera, la place d'Espagne et les trois édifices, construits entre 1911 et 1919, de la place d'Amérique. Parmi les autres architectes impliqués dans l'expo, citons Vicente Traver y Tomás, qui remplace Aníbal González comme directeur des travaux à la suite de sa démission et qui conçoit les pavillons du Commandement Naval (1927-1928) et le casino de l'Exposition (1925 et 1928), J. Martínez Gutiérrez (pavillon de Chili, 1927-1929), M. Cravotto (pavillon de l'Uruguay, 1927-1929), W.T. Johnson (pavillon du Pérou, 1927-1929), E. Govantes et F. Cavarrocas (pavillon de Cuba), J. Granados de la Vega (pavillons du Guatemala, 1927-1929, et de Colombie), Martín Segundo Noel (pavillon d'Argentine, 1925-1929), P. P. Bernardes Vastos (pavillon du Brésil, 1928-1929), Manuel Amábilis Domínguez (pavillon du Mexique, 1926-1928), J. Gutiérrez Lescura et Mariano Bertuchi (pavillon du Maroc, 1925-1928) et D. de Basterra (pavillon basque, 1928).
L’espace de l’exposition est constellé de références historiques au passé colonial espagnol. L’enceinte s’ouvre sur l’avenue Isabelle la Catholique qui mène à la place d’Espagne. Le périmètre comprend deux grandes sections séparées par l’avenue de la Race et un parc d’attractions : au nord, les places d’Espagne et d’Amérique et le parc María Luisa et au sud, la place des Régions (ou place des Conquistadors). Un petit train surnommé Liliput sillonne le site ; ses trois locomotives portent les noms de Pinta, Niña et Santa María, en hommages aux caravelles de Christophe Colomb. Une des gares est baptisée Estación de América (gare d'Amérique). La nomenclature des allées, places et avenues rappelle elle aussi le passé impérial, soit en commémorant la Reconquista (Covadonga, Don Pelayo, soit en hommage à l’histoire de la découverte et de la colonisation de l’Amérique (Núñez de Balboa, Sebastián Elcano, Hernán Cortés, Almagro, Pizarro, Pinzón et Magellan).
Au-dessus de l’entrée principale du site sont gravés les deux premiers vers du poème « Salutación del optimista » du poète nicaraguayen Rubén Darío : « Ínclitas razas ubérrimas, sangre de Hispania fecunda, / espíritus fraternos, luminosas almas, ¡salve! » (Races distinguées fructifères, sang de l'Hispanie féconde, / esprits fraternels, âmes lumineuses, salut !).

## La place d'Espagne

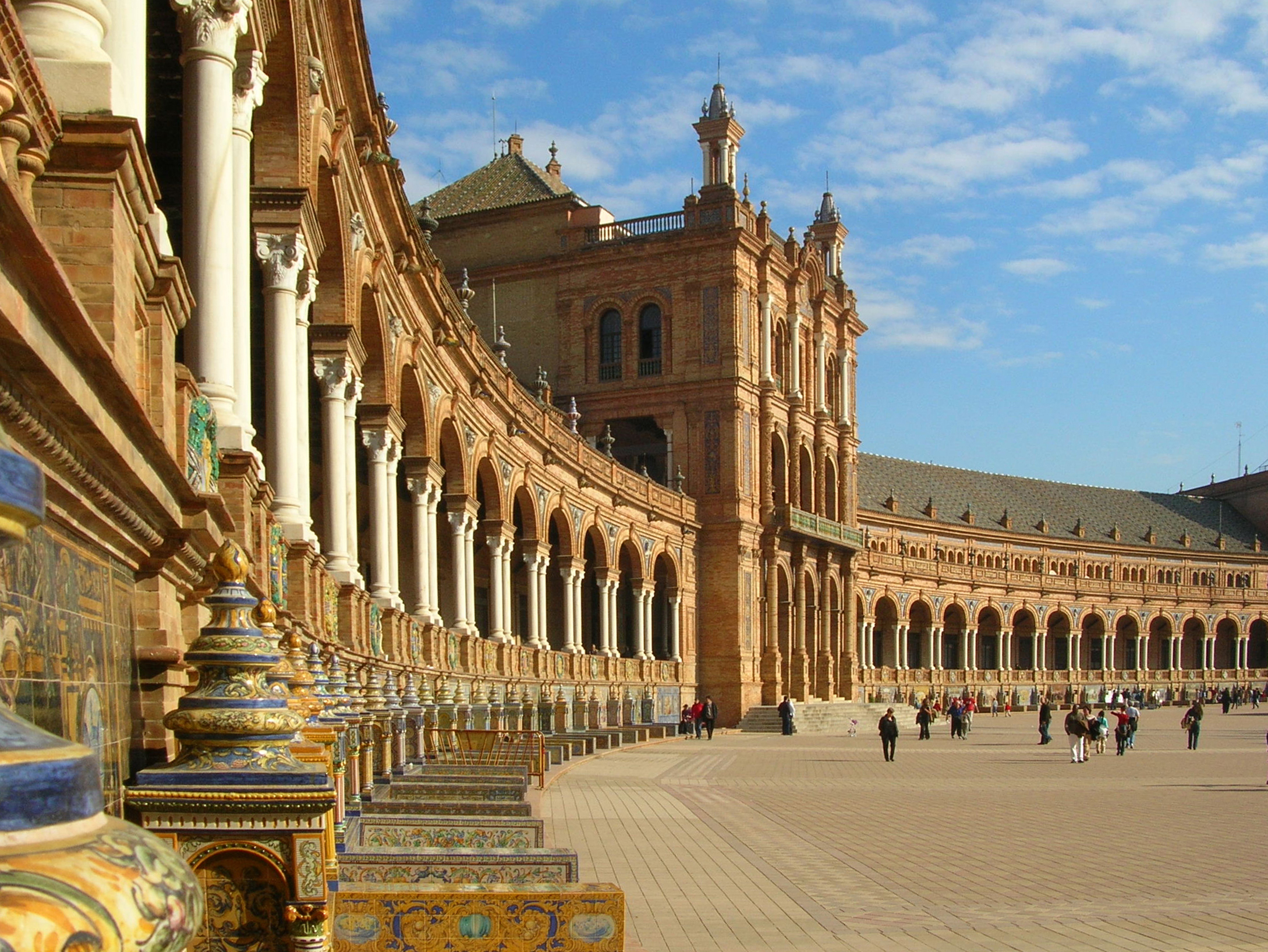
La place d'Espagne.

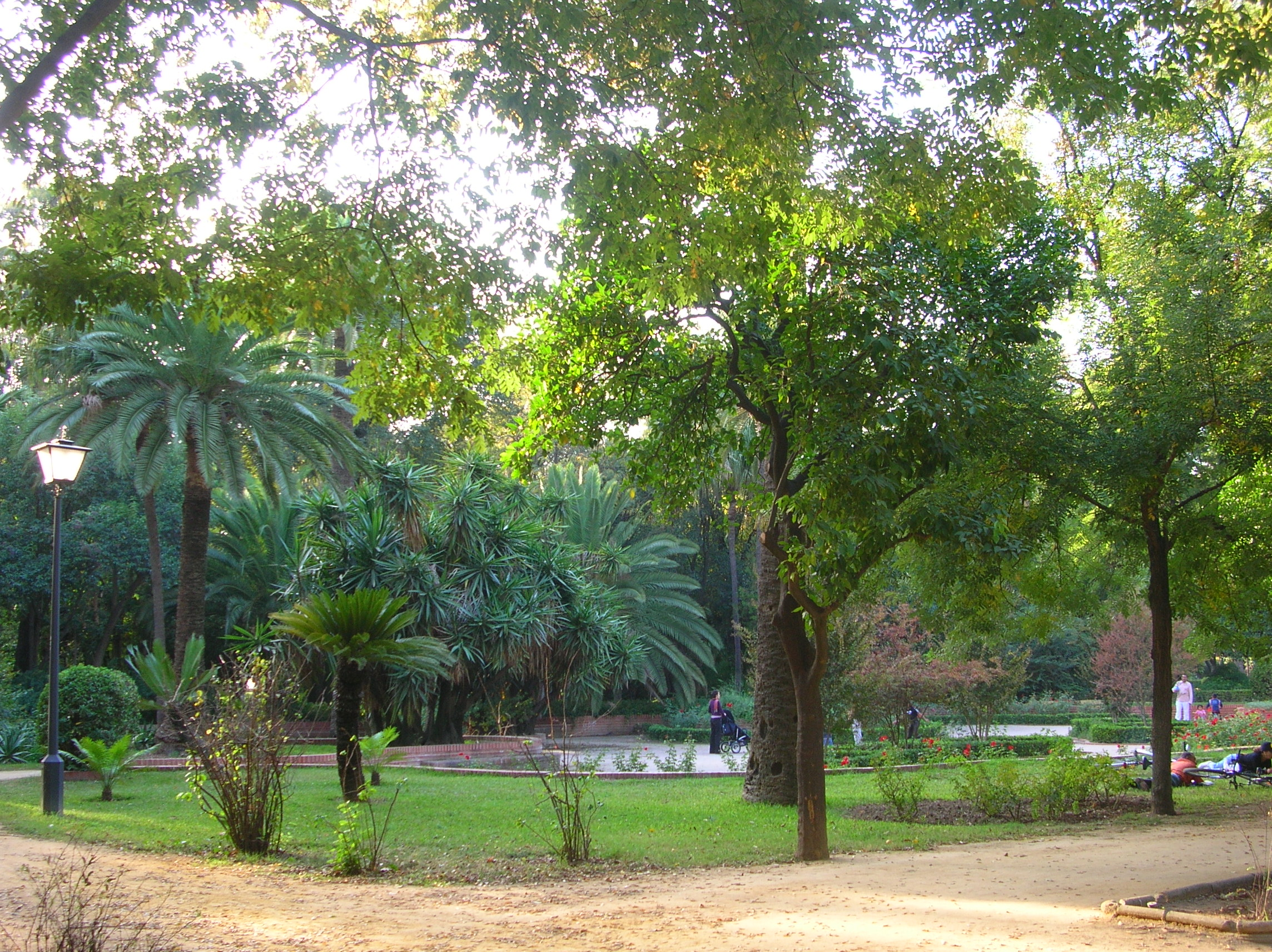
Le parc de María Luisa.

La place d’Espagne, grand hémicycle de 170 m de diamètre, imaginée par Aníbal González et construite entre 1914 et 1928, est le monument emblématique de l’exposition. Elle est occupée par un bâtiment unique longeant son côté arrondi, flanqué de deux tours de 80 m de hauteur, répliques de la Giralda. Durant l'exposition, l'édifice accueille dans l’un de ses bras une grande exposition historique sur la colonisation espagnole en Amérique. Un canal longe le corps du monument et quatre ponts consacrés aux royaumes de Castille, d’Aragon, de Navarre et de León le relient à la place centrale, symbolisant l’unité politique de l’Espagne. Des bancs et des ornements en céramique peinte (azulejos) représentant, par ordre alphabétique, 48 des 50 provinces d'Espagne (manquent les villes autonomes de Ceuta et de Melilla), longent le bâtiment. Parmi les scènes représentées dominent des épisodes historiques liés à la Reconquista, à la découverte du continent américain et à la guerre d’Indépendance. Chaque province a de plus sa carte et le blason de sa capitale.

## La place d'Amérique
De l’autre côté du parc de María Luisa, au sud, se trouve la place d’Amérique. Ce projet, achevé par Aníbal González en 1919, comprend des jardins et trois édifices d’architecture nettement historiciste : le palais des Arts antiques (de style mudéjar), le palais des Beaux-Arts (de style plateresque) et le Pavillon royal (de style néogothique). Ce choix de styles espagnols traduit bien l’une des principales orientations de l’exposition : l’Amérique est surtout montrée dans l'exposition comme ancienne colonie de l’Espagne, et non dans sa spécificité contemporaine. Les jardins composant le centre de la place sont plantés de seize statues de Victoires ailées se dressant sur des colonnes.

## La glorieta des Conquistadors
L’avenue de la Raza mène à l’esplanade des Régions, rebaptisée « glorieta de los Conquistadores », créée en 1925 par Aníbal González. En 1927, le journal sévillan El Liberal propose que des statues des plus illustres personnalités de la conquête et de la colonisation de l'Amérique soient installées sur le site de l’exposition en leur hommage. La place est bordée par les seize pavillons des communautés autonomes espagnoles et par trois autres bâtiments abritant deux galeries commerciales et le pavillon du tourisme. Au centre sont disposées sept statues : les explorateurs Juan Sebastián Elcano et Vasco Núñez de Balboa, le conquistador Hernán Cortés, Rodrigo de Triana, Martín Alonso Pinzón, Christophe Colomb et Isabelle la Catholique. Cet ensemble est complété par une fontaine décorée de trois statues : une allégorie d'Iberia flanquée de deux hommes dénudés représentant le Guadalquivir et le río Magdalena, symbolisant les liens entre l'Espagne et l'Ibéro-Amérique. Certaines de ces statues existent toujours dans les jardins de las Delicias.

## Participants
Les principaux participants sont : l'Argentine, le Brésil, le Chili, la Colombie, Cuba, les États-Unis, le Maroc, le Mexique, le Pérou, le Portugal, l'Uruguay, les communautés autonomes d'Espagne et les provinces d'Andalousie.

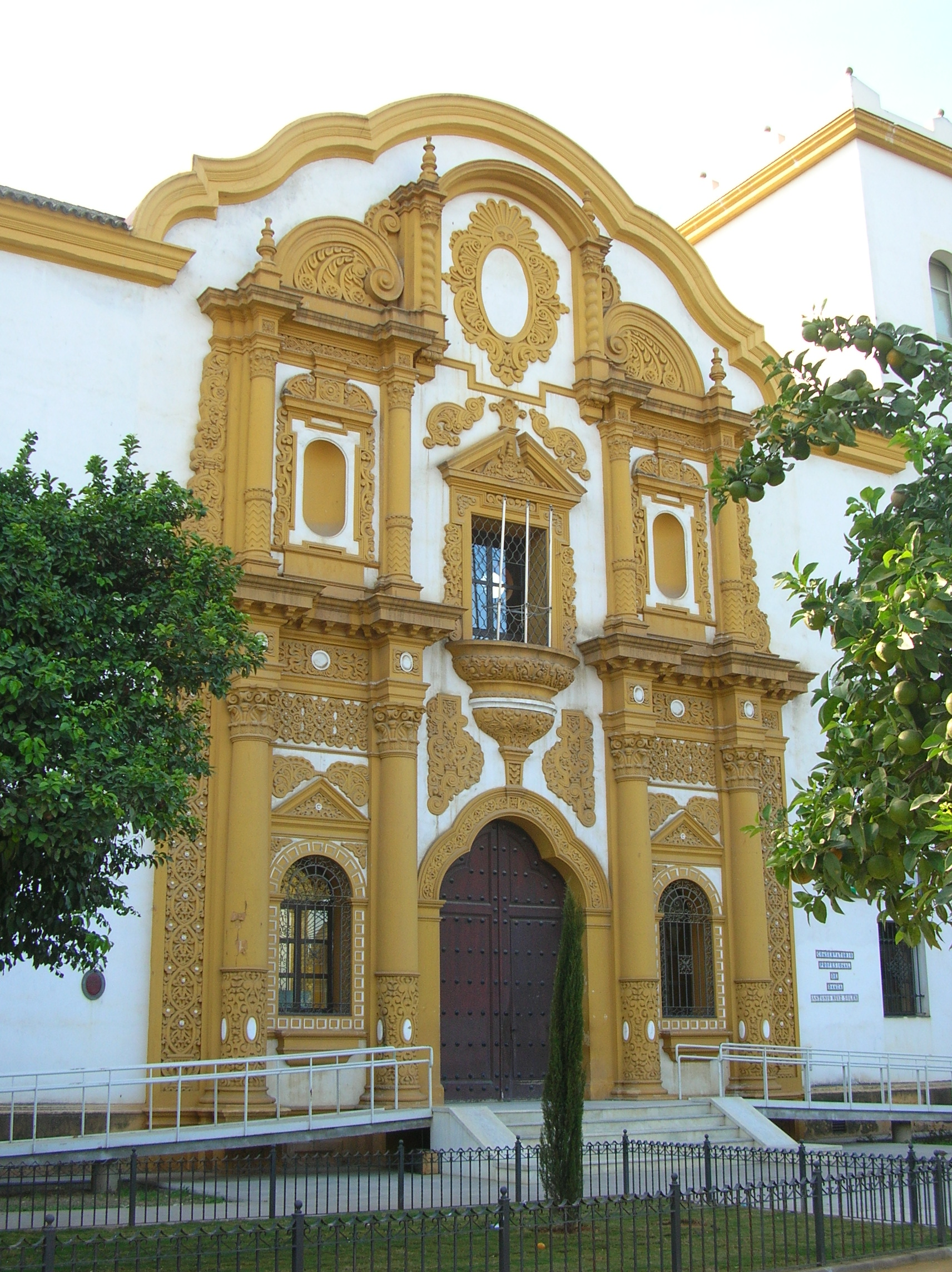
L'entrée du pavillon argentin.
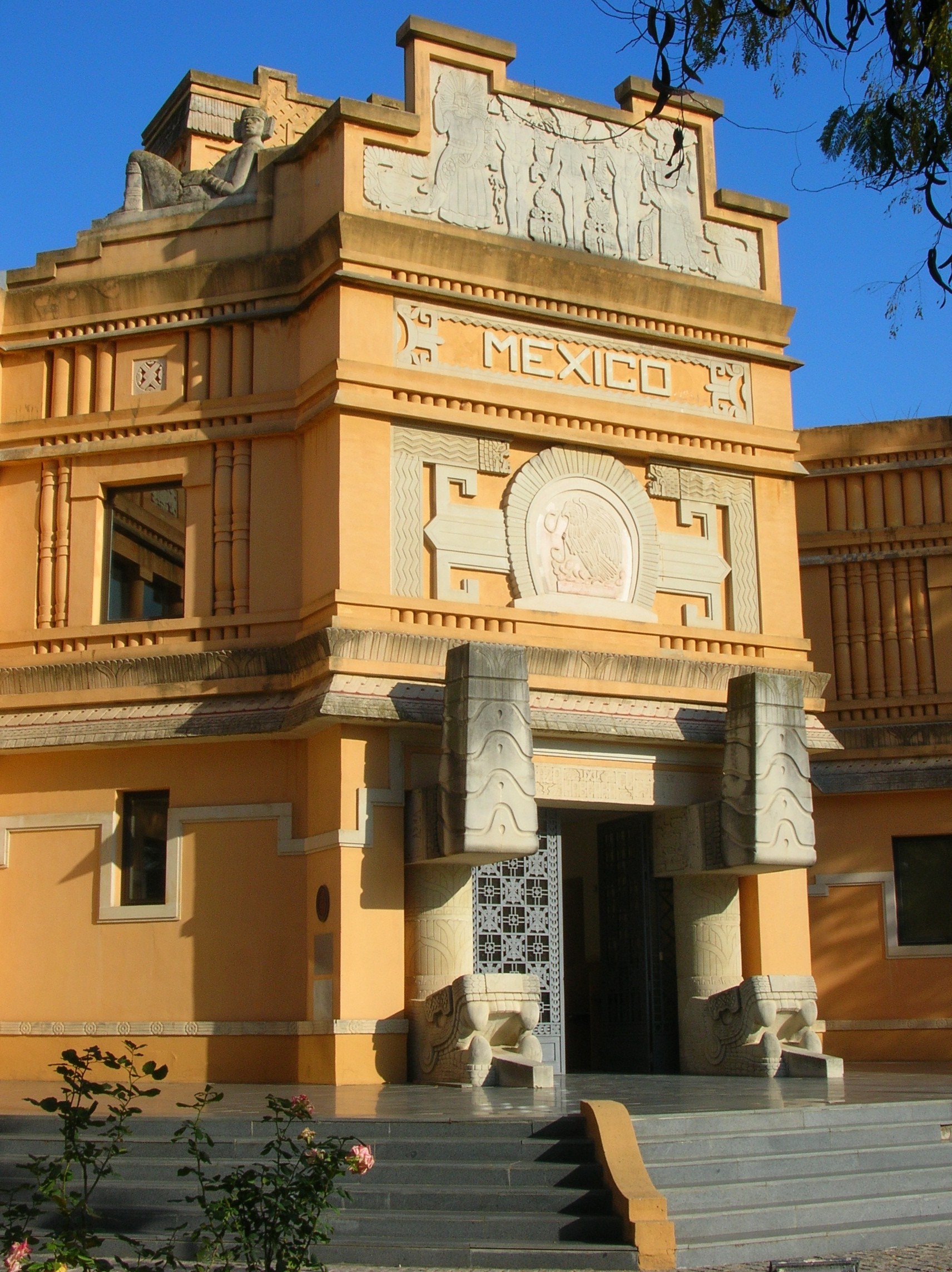
Le pavillon mexicain.
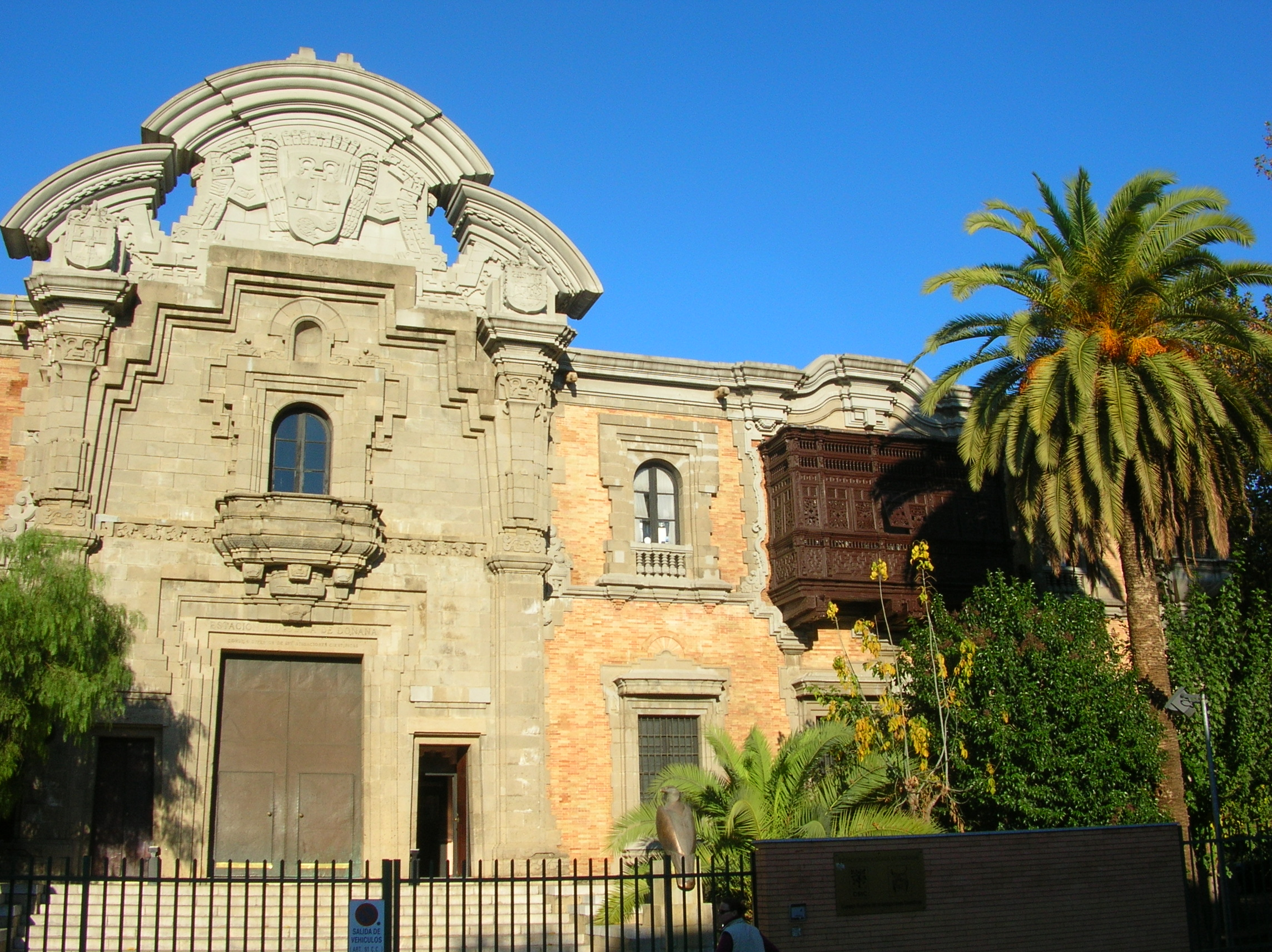
Le pavillon du Pérou.
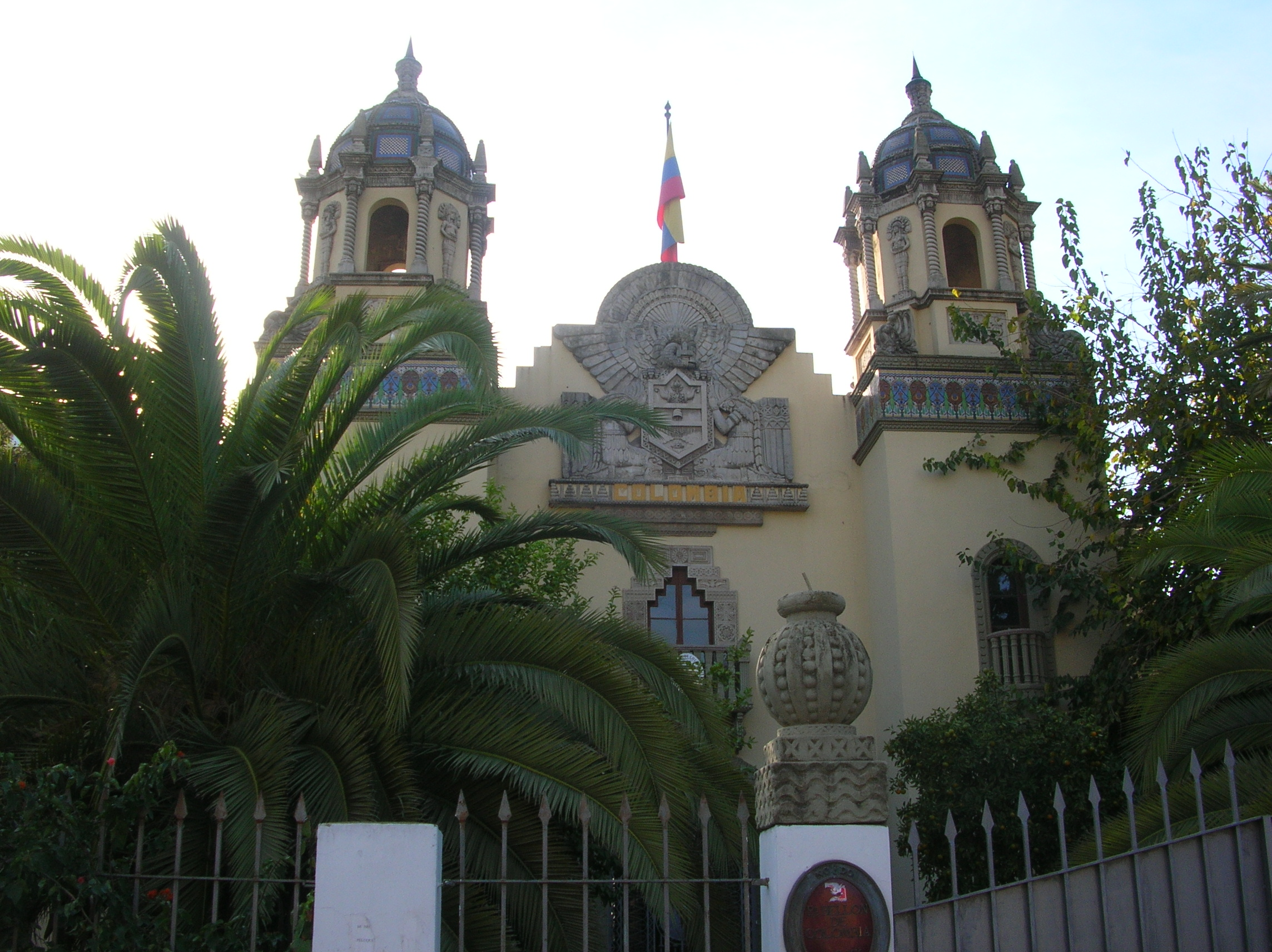
Le pavillon colombien.
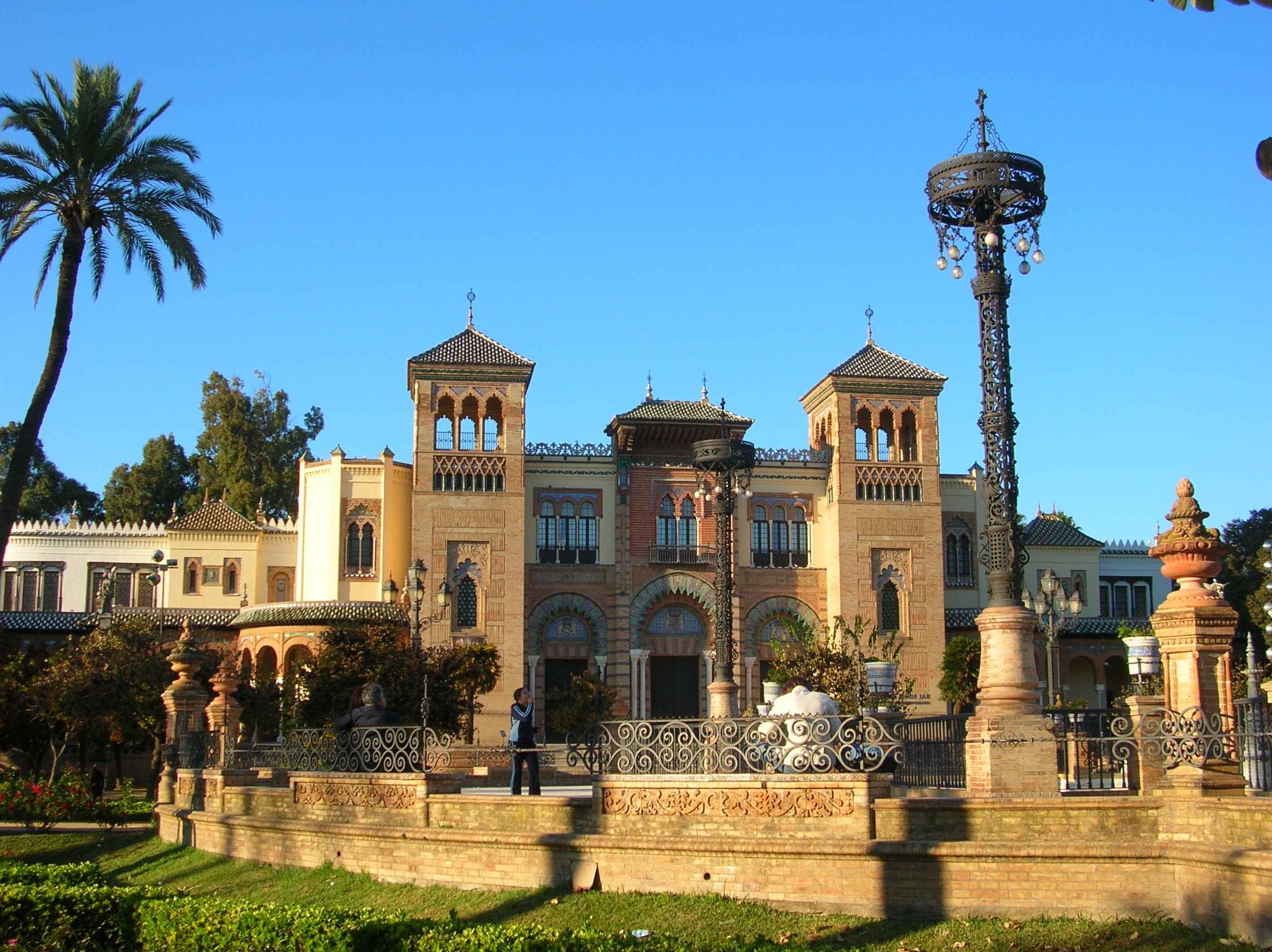
La place d'Amérique, avec le pavillon mudéjar de l'Expo ibéro-américaine.
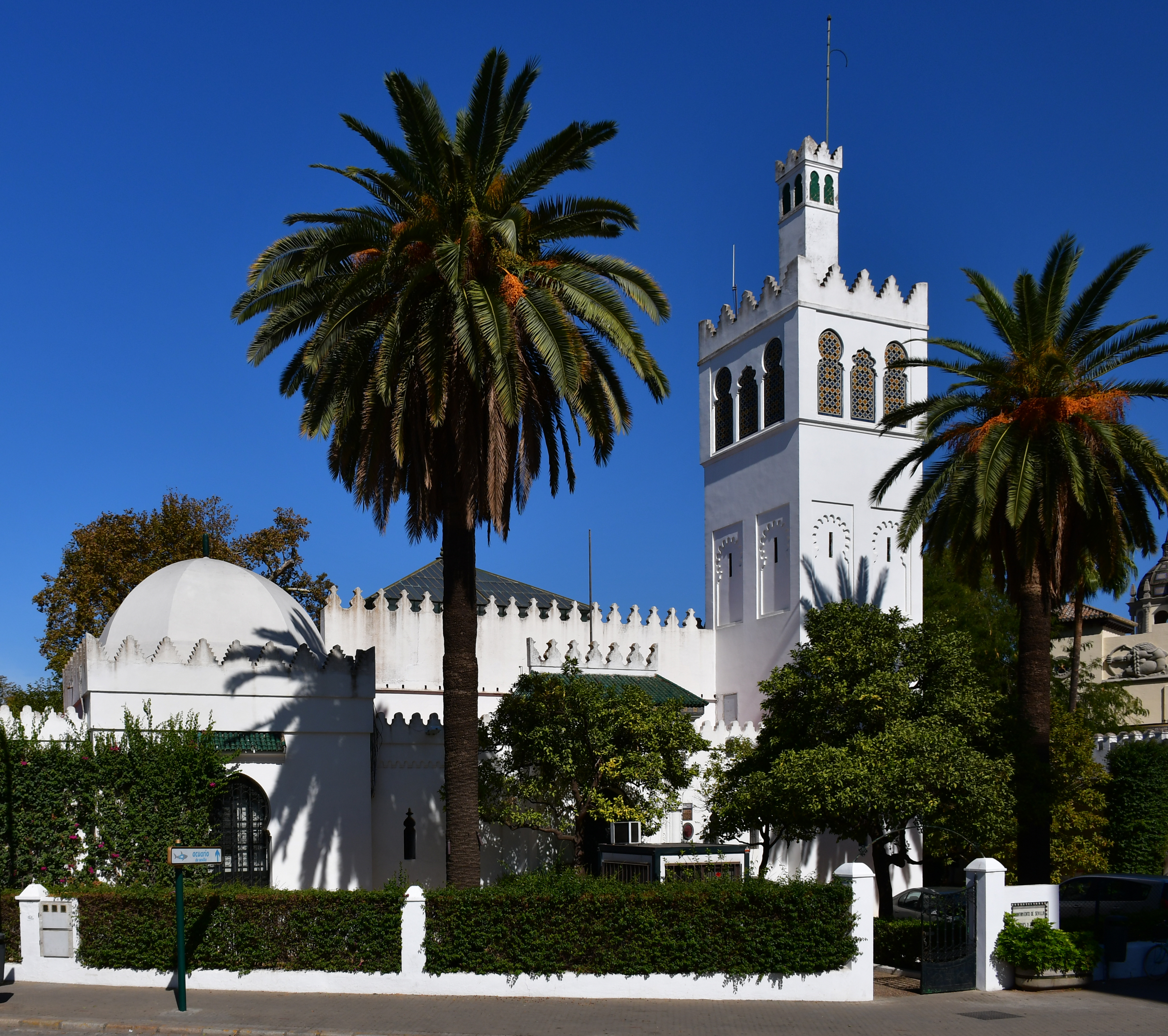
Le pavillon du Maroc.

## Affiche officielle
L’affiche officielle de l’exposition est dessinée par le peintre sévillan Gustavo Bacarisas : une femme en habit traditionnel andalou, figurant l’Hispanie, apparaît au centre de la place d’Espagne, entourée de sept femmes représentant les pays latino-américains. De part et d'autre de la Giralda, située au centre, au second plan, flottent les drapeaux des pays invités.

## Inauguration
L'Expo est inaugurée le 9 mai 1929 par le roi Alphonse XIII et la reine Victoire Eugénie, accompagnés des infantes doña Cristina et doña Beatriz. Dix jours plus tard, ils inaugurent l'Exposition de Barcelone.

## Après l'Exposition
À la fin de l'Exposition, la population immigrante a autant augmenté que les dettes de l'économie locale, mais les premiers pas sont effectués pour faire de Séville une ville moderne et industrialisée.
Des édifices de l'Exposition, plusieurs ont survécu jusqu'au XXIe siècle (entre parenthèses leur utilisation actuelle) :
- Plaza de España (bureaux municipaux et monument touristique)
- Parc de María Luisa
- Pavillon Domecq (siège des Jeunesses Musicales)
- Pavillon Mudéjar (Musée des Coutumes et Arts Populaires[c 1])
- Pavillon Royal (bureaux municipaux[c 1])
- Pavillon de Séville et casino de l'exposition (Théâtre Lope de Vega[c 1] et espace socio-culturel, où a notamment lieu le Festival du Cinéma Européen de Séville)
- Pavillon des Beaux-Arts (Musée archéologique de Séville[c 1])
- Pavillon de l'Information (Restaurant "La Raza")
- Pavillon de la Presse (école publique "España")
- Pavillon du Maroc (Parcs et Jardins)
- Pavillon de la compagnie des Tabacs (archives)
- Pavillon d'Argentine (école de danse)
- Pavillon du Chili (école d'arts appliqués et bureaux artistiques[c 1])
- Pavillon de Colombie (école nautique)
- Pavillon de Cuba (délégation du Gouvernement d'Andalousie)
- Pavillon du Guatemala (école de danse)
- Pavillon du Brésil (Vice-rectorat de l'Université de Séville)
- Pavillon des États-Unis (Musée Fondation Valentín Madariaga)
- Pavillon du Mexique (Vice-rectorat des Postgrades et Doctorats de l'Université de Séville)
- Pavillon du Pérou (Conseil Supérieur d'Investigations Scientifiques, CSIC)
- Pavillon du Portugal (Consulat du Portugal)
- Pavillon de Saint-Domingue (Routes d'Andalousie)
- Pavillon d'Uruguay (Administration de l'Université de Séville)
- Pavillon des Provinces Basques (Institut d'oncologie)
- Pavillon de Telefónica (école de jardinage et Centre d'Études sur l'Environnement Joaquín Romero Murube)
- Pavillon du Ministère de la Marine (Commandement de la Marine)
- Stade (siège de l'équipe de football du Real Betis Balompié)
- Hôtel Alfonso XIII (Hôtel *****)
- Galeries (ateliers portuaires)
- Maison de Goya (bar Citroën)
- Stand de l'électricité du Parc des Attractions (Stand d'Endesa, entreprise espagnole d'électricité)
- Pavillon de la Croix-Rouge (Ministère de la Santé)

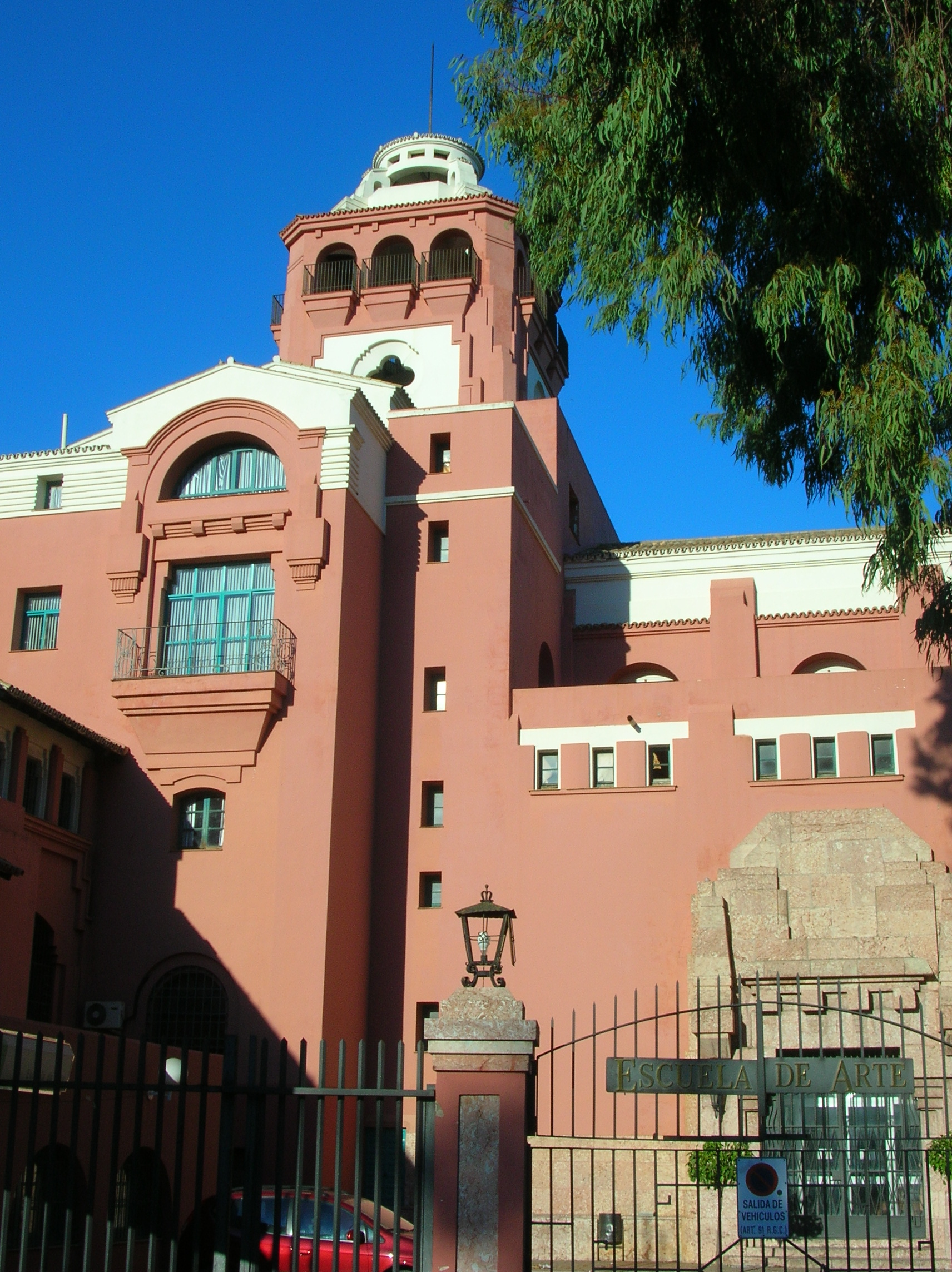
Le pavillon du Chili.
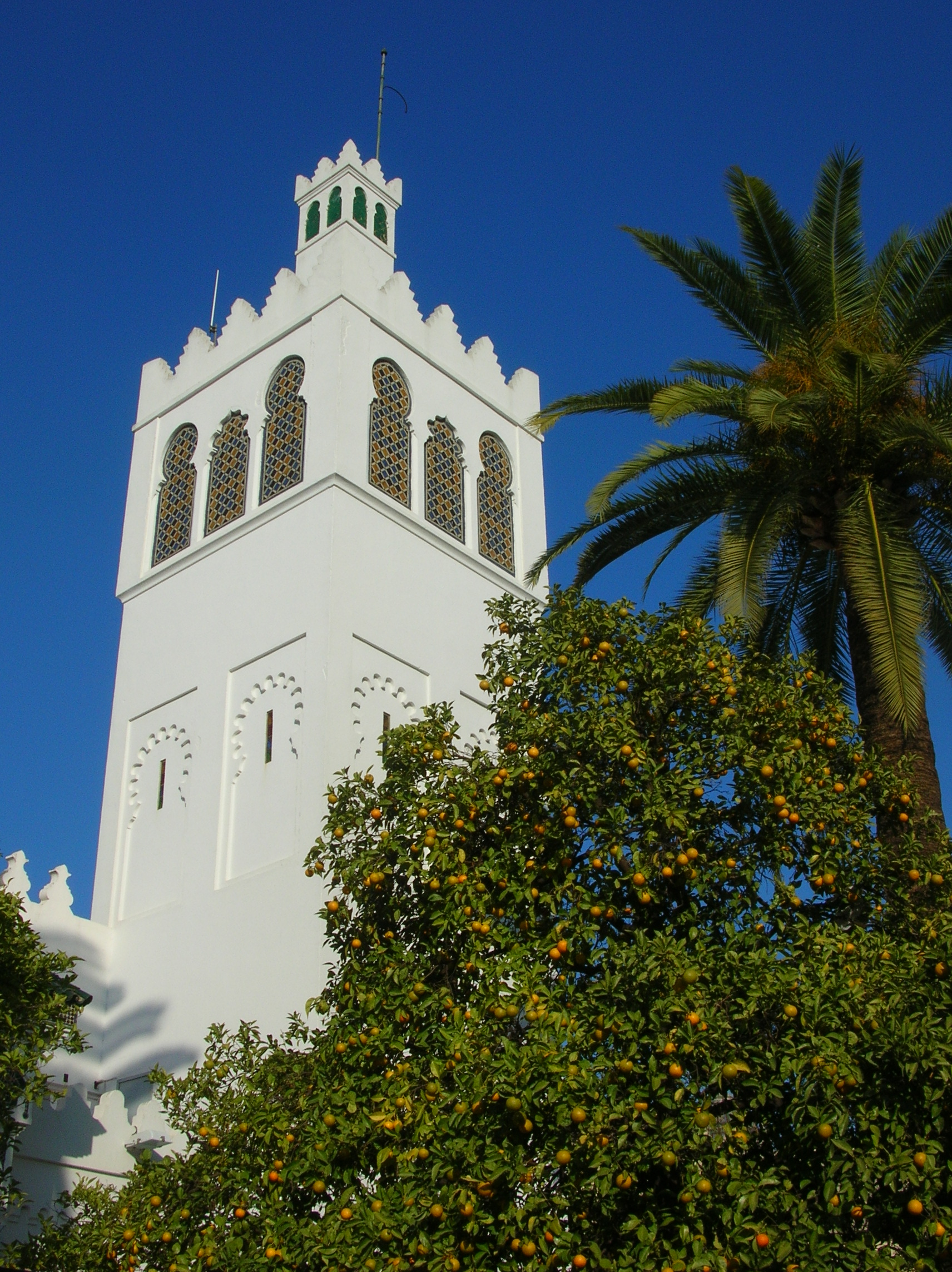
Le pavillon marocain.
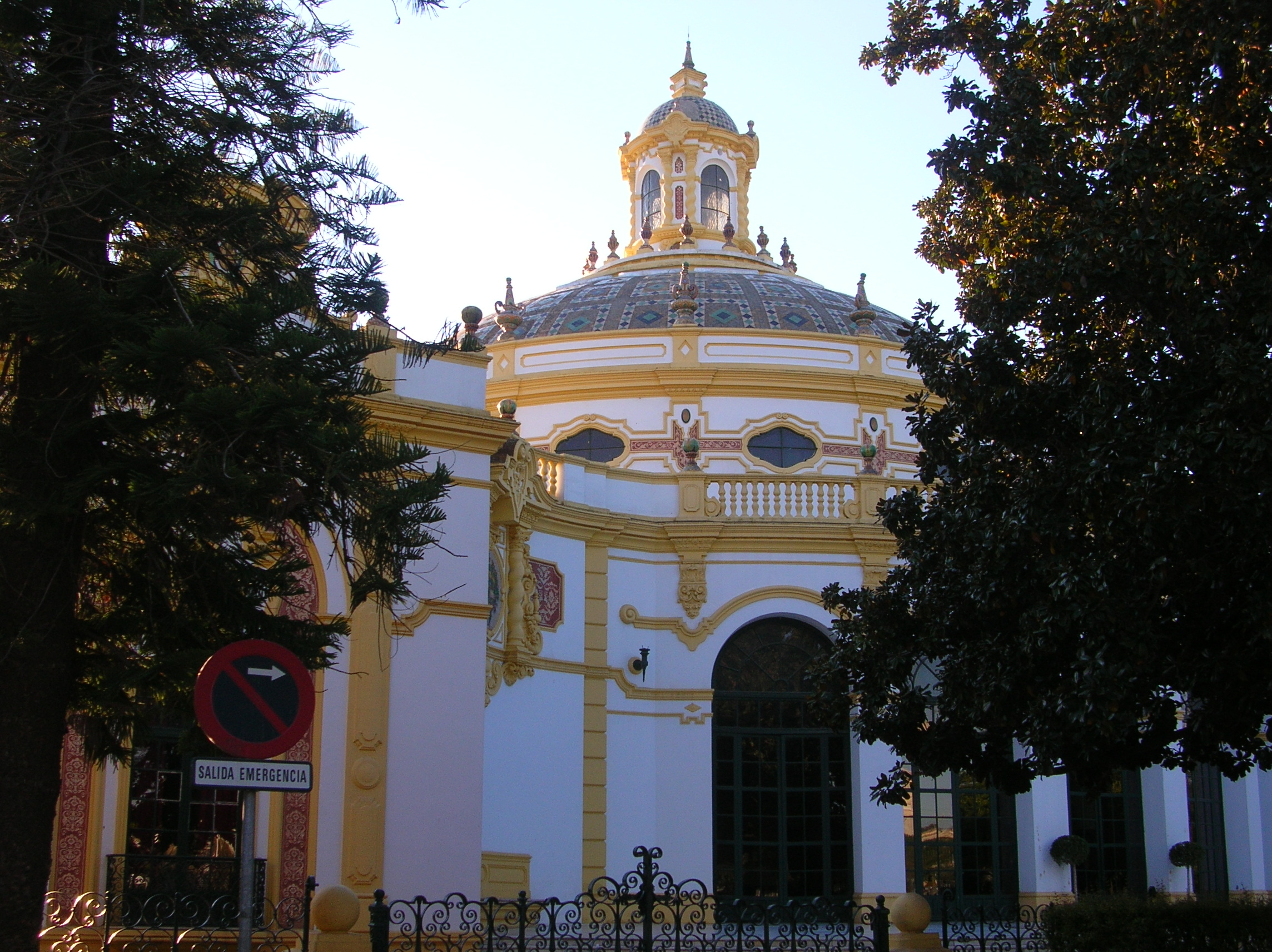
Le casino de l'Expo.
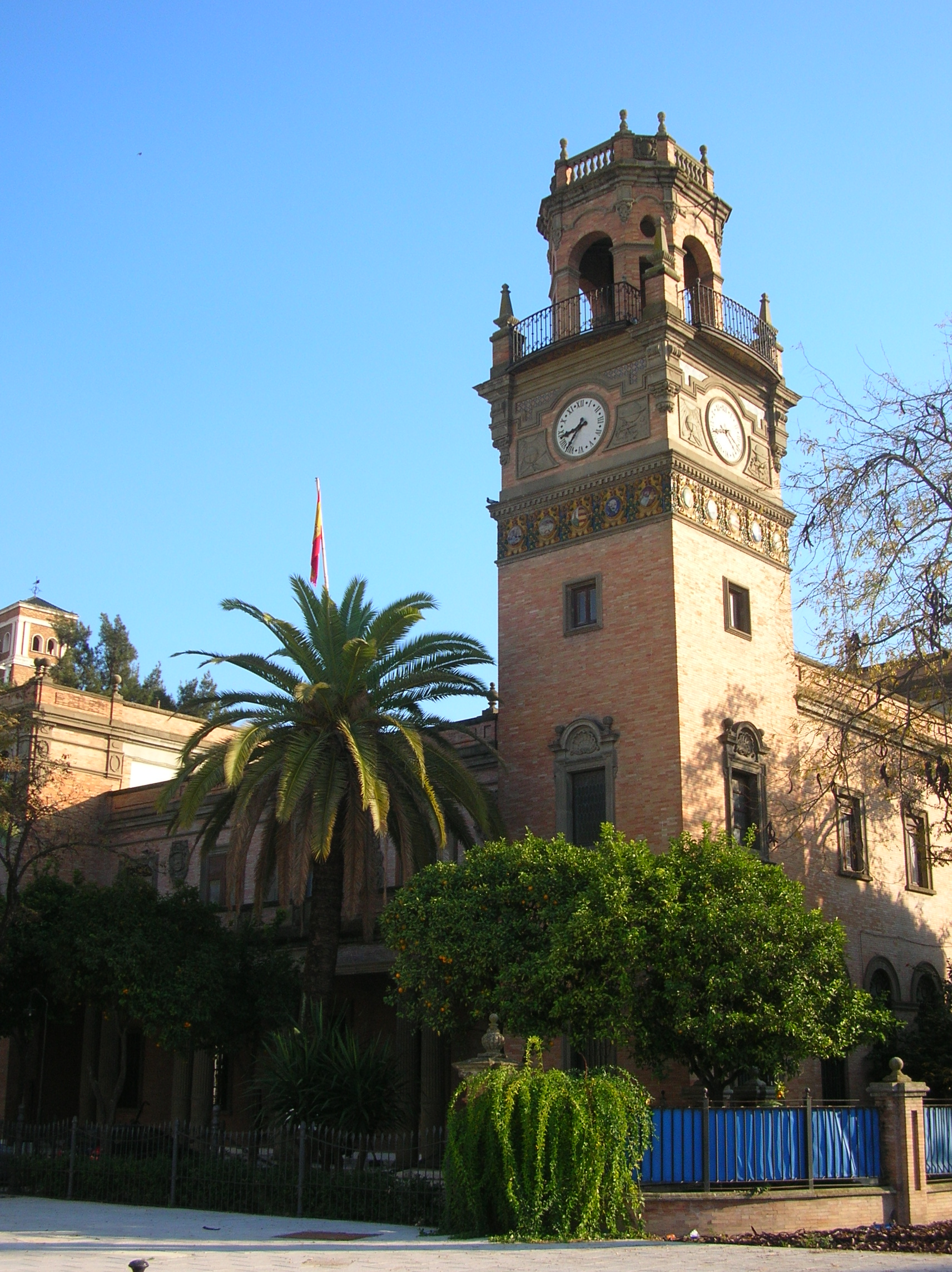
Le pavillon du ministère de la Marine.

### Ouvrages
- Sylvie Assassin, Séville : l'Exposition ibéro-américaine 1929-1930, Paris, Institut français d'architecture - Éditions Norma, coll. « Les Années Modernes », 1992, 191 p. (ISBN 2-909283-05-4)

1. ↑  Séville : l'Exposition ibéro-américaine 1929-1930, p. 19-20

- (es) Guillermo Vázquez Consuegra, Guía de Arquitectura de Sevilla, Séville, Consejería de Obras Públicas y Transportes, coll. « Guías de Arquitectura de Andalucía », 1992, 239 p. (ISBN 84-87001-94-7), p. 156-157

1. 1 2 3 4 5 6 7 8  Guía de Arquitectura de Sevilla, p. 156
2. ↑  Guía de Arquitectura de Sevilla, p. 150

- Autres ouvrages

1. ↑  (es) Ricardo Domingo, Fernando Caralt et Francisco Gallardo, Expo '92, una aventura universal, Barcelone, Difusora internacional, S.A., 1993, 381 p. (ISBN 84-7368-181-9)
2. ↑  (es) Francisco Bueno Manso, Jardines de Sevilla : Jardines de las Delicias, 49 p. (lire en ligne)

### Articles
- David Marcilhacy, « L’Exposition Ibéro-Américaine de Séville de 1929 : la recomposition symbolique de l’empire hispanique dans l’Espagne post-impériale », Iberic@l, no 2,‎ automne 2012, p. 135-151 (lire en ligne, consulté le 22 avril 2016)

1. ↑  Marcilhacy 2012, p. 150
2. ↑  Marcilhacy 2012, p. 138
3. ↑  Marcilhacy 2012, p. 138-139
4. 1 2  Marcilhacy 2012, p. 140
5. 1 2  Marcilhacy 2012, p. 141
6. ↑  Marcilhacy 2012, p. 144
7. ↑  Marcilhacy 2012, p. 148
8. 1 2  Marcilhacy 2012, p. 143
9. ↑  Marcilhacy 2012, p. 144-145
10. ↑  Marcilhacy 2012, p. 145
11. ↑  Marcilhacy 2012, p. 145-146
12. ↑  Marcilhacy 2012, p. 142-143

### Autres références
1. ↑  « Méditerranée espagnole - Parque de María Luisa », sur palmasur.com (consulté le 17 février 2014).
2. ↑  Olivier Thomas, « À qui appartient Magellan ? », L'Histoire n°476, octobre 2020, p. 56-57.
3. ↑  « Vestiges de l'Exposition hispano-américaine 1929 Séville » (version du 30 novembre 2007 sur Internet Archive)